# Збройні сили Кот-д'Івуару
Збройні сили Кот-д'Івуару (фр. Forces armées de Côte d'Ivoire) — сукупність військ Республіки Кот-д'Івуар, призначена для захисту свободи, незалежності і територіальної цілісності держави. Складаються з сухопутних військ, військово-морських сил, повітряних сил, сил спеціального призначення та національної жандармерії.

## Склад збройних сил

### Військово-морські сили
Національні військово-морські сили забезпечують нагляд, контроль і захист лагун, річок, узбережжя та морських районів, що знаходяться під національною юрисдикцією, та беруть участь у нагляді за Гвінейською затокою.

### Повітряні сили
Повітряні сили забезпечують захист національного повітряного простору, виконуючи місії спостереження, транспорту, підтримки та перехоплення.
За даними журналу FlightGlobal, станом на 2020 рік, на озброєнні повітряних сил Кот-д'Івуару були 4 транспортних літаки та 1 бойовий вертоліт.
| Тип        | Виробництво       | Призначення                  | Кількість | Примітки              |        |
| Літаки     | Літаки            | Літаки                       | Літаки    | Літаки                | Літаки |
| ---------- | ----------------- | ---------------------------- | --------- | --------------------- | ------ |
| Ан-26      | СРСР              | транспортний літак           | 2         |                       |        |
| Beech 1900 | США               | транспортний літак           | 1         |                       |        |
| CN-235     | Індонезія Іспанія | транспортний літак           |           | замовлено 1 (можливо) |        |
| C-295W     | Іспанія           | транспортний літак           | 1         |                       |        |
| Вертольоти |                   |                              |           |                       |        |
| Ми-24      | СРСР              | транспортно-бойовий вертоліт | 1         |                       |        |

Розпізнавальний знак
Знак на кіль

### Сили спеціального призначення
Сили спеціального призначення — це спеціально навчені та підготовлені підрозділи, придатні для виконання цілого ряду конкретних місій, починаючи від спеціальних операцій у класичному збройному конфлікті та закінчуючи нетрадиційними бойовими діями.